# Terma (fürdő)

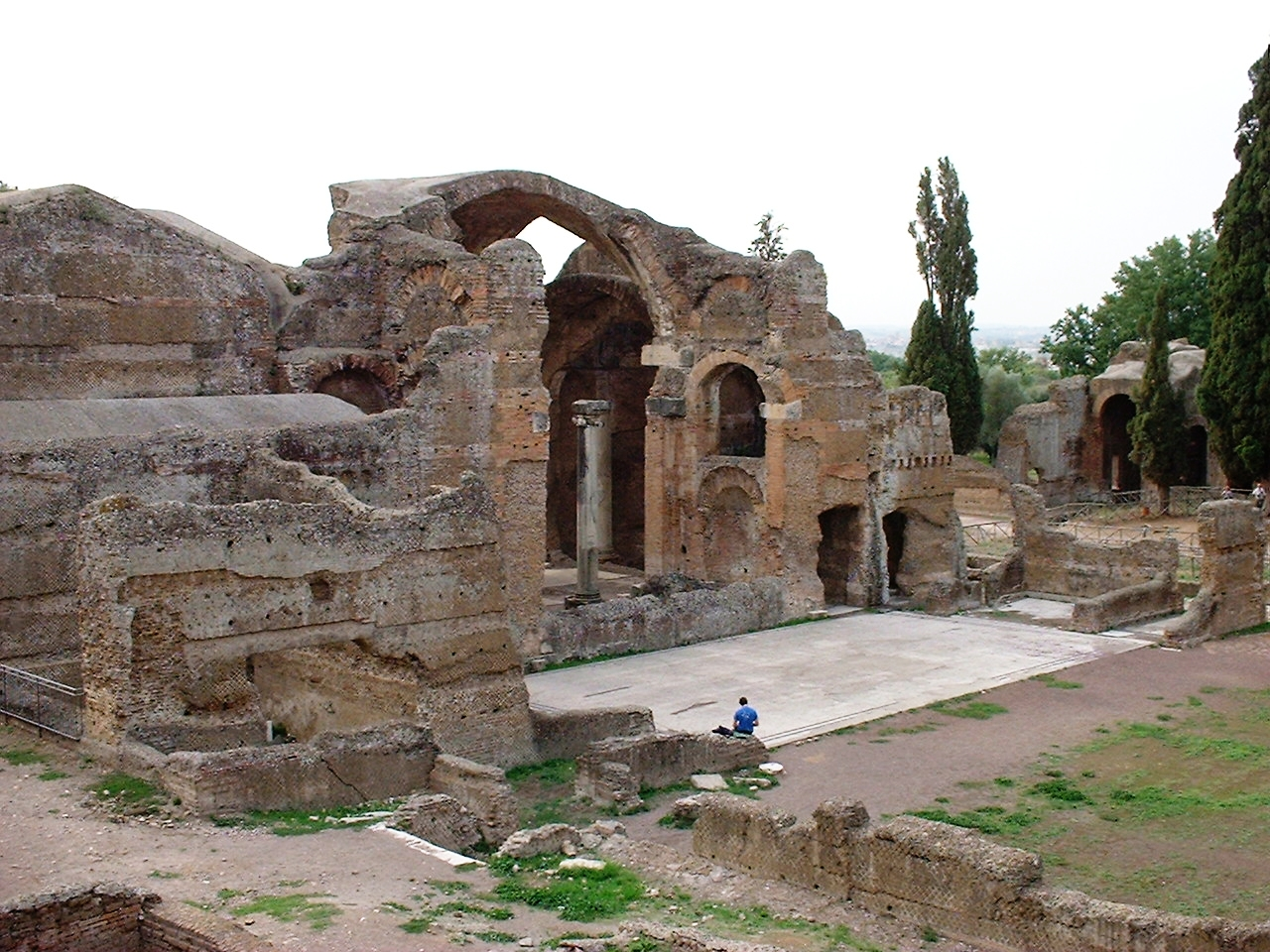
A Villa Adriana fürdője Tivoli közelében, a frigidarium maradványa a kép közepén látható

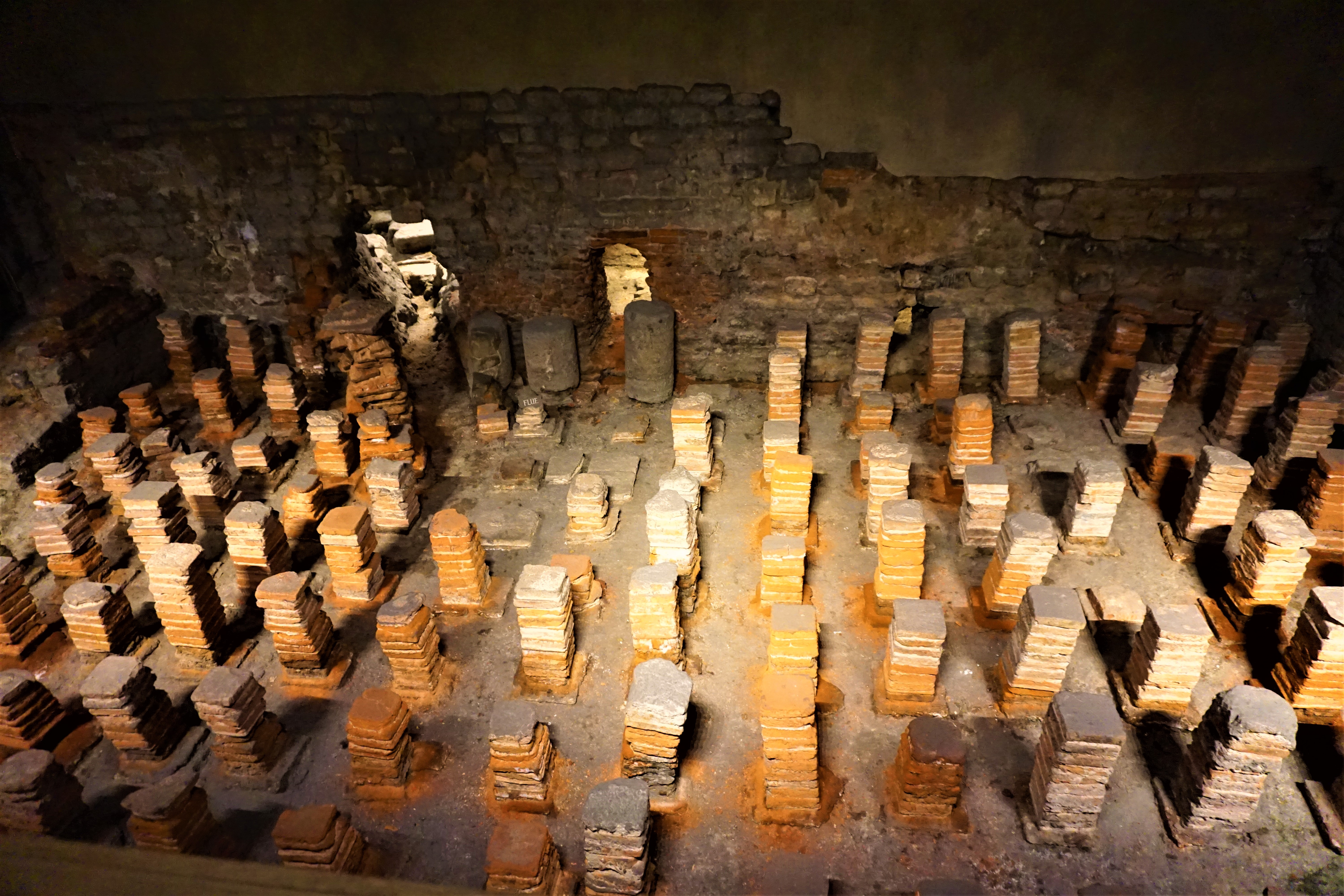
Hypocaustum, Bath, Anglia

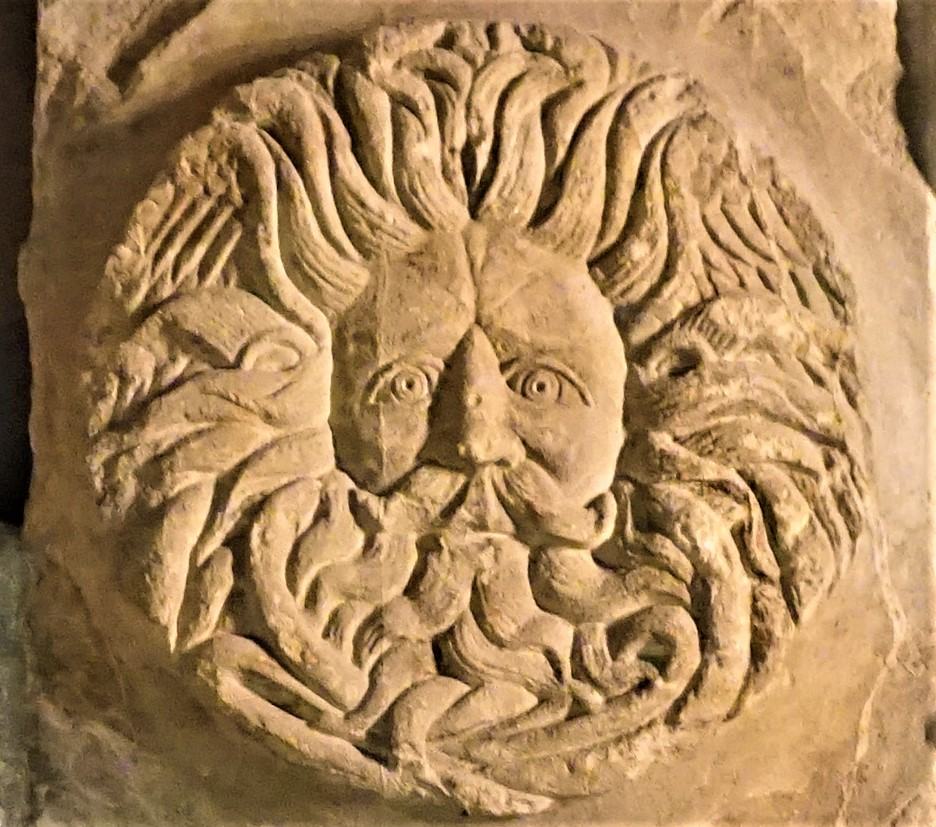
Gorgó, relief Bath római fürdőjében

Therma vagy thermae az ókori római fürdők megnevezése. Ezek nem egyszerűen uszodák, vagy kádfürdők voltak, hanem hideg-, meleg- és gőzfürdők is. Traianus termái az i. sz. 109-ben épültek, ez volt az első hatalmas terma, amelyet később követtek Diocletianus és Caracalla termái. 
A régészek  számtalan kisebb fürdőt azonosítottak Magyarországon is, amelyek  közfürdők, katonai fürdők, magánfürdők lehettek. Sikeresen azonosították a római fürdők jellegzetes építményeit. A fürdők elsősorban a római közösségek rekreációs és társadalmi tevékenységeinek igényeit szolgálták. Néhány helyen pihenőkertek is a fürdőkomplexum részévé váltak. A forró termálvizeket a reumatikus ízületi gyulladások gyógyítására is használták, de megfelelt a túlzott evés és ivás  káros hatásainak enyhítésére is. 

## Története
Az ókori görög gümnaszionok fürdői mintájára jöttek létre és nemcsak higiéniai, hanem szórakoztatási funkciójuk is volt. Az első nyilvános fürdők Rómában a második pun háború után jelentek meg. Használatukért kezdetben fizetni kellett. Marcus Vipsanius Agrippa a végrendeletében a római népnek adományozta fürdőjét, s meghagyta, hogy azt ingyen használhatják. Ezt követően terjedt el a római császárok körében az ingyenesen használható thermák építésének divatja. 334-ben Rómában 13 fürdő működött. 
A therma tulajdonképpen egy épületkomplexum volt, különböző funkciójú termekkel:
- apodyterium – a tulajdonképpeni öltöző
- tepidarium – előkészítő terem langyos levegővel, langyos vizű medencével
- caldarium – forró, száraz levegőjű terem
- frigidarium – hidegvizes, hideg levegőjű terem
- natatio – a nagyobb fürdőkben található úszómedence
- laconicum – izzasztókamra (szárazlégkamra)
- sudatorium – izzasztófürdő (gőzfürdő)
- unctuaria – masszázs szoba, ahol a testet különféle illóolajokkal kenték be
- palaistra – sportolásra alkalmas, rendszerint nyitott udvar

Mindezek mellett számos kényelmi funkciójú helyiség létezett a thermákban (zeneterem, előadóterem, könyvtár, szentélyek). Nemcsak tisztálkodás céljából épültek a fürdők, hiszen gyakorlatilag a közösségi élet színhelyeiként funkcionáltak. Helyiségeit művészi igényű szobrok és domborművek díszítették. A fürdők tágasabb csarnokaiban felolvasásokat is tartottak. Az egyik leghíresebb római fürdő Bath-ban található, ahol i.e. 43 körül a rómaiak fürdőhellyé alakítottak át egy ősi kelta szentélyt, öt meleg és hideg vizű fürdőt, hidegkamrát és izzasztókamrát is építettek oda.
A thermák fűtését a padló alatti hypocaustum biztosította.